# Petricani (okręg Neamț)
Petricani – wieś w Rumunii, w okręgu Neamț, w gminie Petricani. W 2011 roku liczyła 1535 mieszkańców.